# Коссиньяно
Коссиньяно (итал. Cossignano) — коммуна в Италии, располагается в регионе Марке, в провинции Асколи-Пичено.
Население составляет 1025 человек (2008 г.), плотность населения составляет 69 чел./км². Занимает площадь 15 км². Почтовый индекс — 63030. Телефонный код — 0735.
Покровителем коммуны почитается святой Георгий, празднование 23 апреля. Также в коммуне особо празднуется Успение Пресвятой Богородицы.

## Демография
Динамика населения:

## Администрация коммуны
- Официальный сайт: http://www.comune.cossignano.ap.it/